# Медведево (Краснохолмский район)
Медведево — деревня в Краснохолмском муниципальном округе Тверской области. 

## География
Деревня расположена в 14 км на запад от города Красный Холм, в 0,5 км на восток от деревни находится погост Мицино. 

## История
В 1790 году на погосте Мицино близ деревни была построена каменная Богоявленская церковь с 3 престолами, метрические книги с 1780 года.
В конце XIX — начале XX века деревня Медведево вместе с погостом Мицино входила в состав Путиловской волости Весьегонского уезда Тверской губернии.
С 1929 года деревня входила в состав Скоросовского сельсовета Краснохолмского района Бежецкого округа Московской области, с 1935 года — в составе Калининской области, с 1994 года — в составе Скоросовского сельского округа, с 2005 года — в составе Высокушинского сельского поселения, с 2013 года — в составе Барбинского сельского поселения, с 2019 года — в составе Краснохолмского муниципального округа. 

## Население
| 1859 | 1889 | 2010 |
| ---- | ---- | ---- |
| 88   | ↗139 | ↘9   |

## Достопримечательности
Близ деревни на погосте Мицино расположена недействующая Церковь Богоявления Господня (1790).